# San Felice a Cancello
San Felice a Cancello est une commune italienne de la province de Caserte dans la région Campanie en Italie.

## Administration
| Période                                  | Période | Identité | Étiquette | Qualité     |
| ---------------------------------------- | ------- | -------- | --------- | ----------- |
|                                          |         |          |           | Uuuuuh lalà |
| Les données manquantes sont à compléter. |         |          |           |             |

### Hameaux
San Felice, Cancello, Cave, San Marco, Trotti, Casazenca, Talanico, Piedarienzo, Ponti Rossi, Grotticella, Vigliotti, Botteghino, Polvica

### Communes limitrophes
Acerra, Arienzo, Maddaloni, Nola, Roccarainola, Santa Maria a Vico